# أوستيجليا (إيطاليا)
تعد أوستيجليا (بلهجة المانتوفانو: أوستيليا) كومونا (بلدية) تقع في مقاطعة مانتوفا التابعة لإقليم لومباردي الإيطالية، وتقع على بعد نحو 160 كيلومتر (99 ميل) جنوب شرق مدينة ميلانو، وعن مقاطعة مانتوفا قرابة 30 كيلومتر (19ميل) جنوب غرب المقاطعة.

## تاريخيا
أثناء عصر الإمبراطورية الرومانية مثَّلت بلدية أوستيليا مركزًا تجاريًا يربط منطقة إميليا بشمال أوروبا، حيث كانت تقع هذه المنطقة على طريق Via Claudia Augusta، كما تُعد هذه المنطقة مسقطاً لرأس كاتب السير الذاتية كورنيليوس نيبوس في القرن الأول ما قبل الميلاد، وبعد سقوط الإمبراطورية الرومانية الغربية كانت المنطقة تحت أيدي القوط الشرقيون والبيزنطيون، وحكمها اللومبارديون في القرن السادس، ومنذ عام 774 فصاعداً كانت هذه المنطقة جزءاً تابعاً للإمبراطورية الإفرنجية.
وخلال العصور الوسطى، اتخذت مدينة فيرونا الإيطالية من هذه البلدية حصناً، وشيدت بها قلعة في عام 1151، وفي عام 1308 كانت هذه المنطقة إقطاعية لعائلة Scaliger (سكاليغيرو)، وخَلَفوها بعدئذٍ لعائلة Visconti (فيسكونتي) في عام 1381، ثم أصبحت تحت أيدي عائلة Gonzaga (غونزاغا) في 1391، وارتبط ماضي بلدية أوستيجليا فيما بعد بتاريخ بلدة مانتوفا، وترتب ذلك على إثر فقدان أهميتها الإستراتيجية مما أدى إلى هدم قلعتها بأمر من الإمبراطور تشارلز السادس في عام 1717.
وتأسست شركة Arnoldo Mondadori Editore في أوستيجليا بحلول عام 1907، والتي تعد أكبر درا نشر في إيطاليا، وإبان الحرب العالمية الثانية عتقتها فرقة المشاة 88 في 25 أبريل 1945.

## الجغرافيا
تضم حدود بلدية أوستيجليا ما يلي من البلديات: بورغوفرانكو سول بو، كاساليوني، سيريا، جازو فيرونيزي، ميلارا، ريفير، بورجو مانتوفانو وسيرافالي إيه بو.

## الروابط الخارجية
- Official website